# Kushimoto
Kushimoto (串本町?) è una cittadina giapponese della prefettura di Wakayama.